# Gustloff: Rejs ku śmierci
Gustloff: Rejs ku śmierci – niemiecki dramat historyczny wyreżyserowany przez niemieckiego reżysera Josepha Vilsmaiera.

## Fabuła
Film opowiada o ostatnim tragicznym rejsie niemieckiego statku Wilhelm Gustloff, który zatonął w pobliżu Łeby 30 stycznia 1945. Niemiecki statek pasażerski – MS Wilhelm Gustloff przekształcony w transportowiec ewakuacyjny i okręt bazę okrętów podwodnych szykuje się do już swojego ostatniego rejsu z Gdyni do Kilonii z 10 000 pasażerami na pokładzie. Na pokładzie jest 173 członków załogi, 918 oficerów i marynarzy II dywizji szkoleniowej łodzi podwodnej, którzy mieli obsadzić bądź uzupełnić załogi 70 U-Bootów, 400 dziewcząt pomocniczego korpusu Kriegsmarine, 162 rannych żołnierzy Wehrmachtu oraz 4424 uciekinierów, wśród których byli m.in.: gestapowcy z rodzinami. Statek wypływa do Kilonii. Tego samego dnia czyli 30 stycznia 1945 o po godzinie 21:00 statek został storpedowany przez sowiecki okręt podwodny S-13 dowodzony przez Aleksandra Marinesko. Wstrząs był tak silny, że można go było wyczuć na rufie na pokładzie spacerowym. Po 63 minutach statek tonie. Ponad 9000 ludzi ginie w katastrofie, mniej niż 1000 się uratowało.

## Obsada
- Kai Wiesinger jako Hellmut Kehding
- Francis Fulton-Smith jako Korvettenkapitän Leonberg
- Valerie Niehaus jako Erika Galetschky
- Heiner Lauterbach jako Harald Kehding
- Dana Vávrová jako Lilli Simoneit
- Michael Mendl jako Kapitän Johannsen
- Karl Markovics jako Korvettenkapitän Petri
- Nicolas Solar Lozier jako Heinz Schön
- Detlev Buck jako Hagen Koch
- Ulrike Kriener jako Berta Burkat

i inni